# رافائل اولارا
رافائل اولارا (اسپانیایی: Rafael Olarra‎؛ زادهٔ ۲۶ مهٔ ۱۹۷۸) بازیکن سابق فوتبال اهل شیلی است.
از باشگاه‌هایی که در آن بازی کرده‌است می‌توان به باشگاه فوتبال مکابی حیفا، باشگاه فوتبال اونیورسیداد شیلی، باشگاه اتلتیکو ایندپندینته، باشگاه ورزشی آئوداکس ایتالیانو و باشگاه فوتبال اوساسونا اشاره کرد.
وی همچنین در تیم ملی فوتبال شیلی بازی کرده‌است.